# Šamachi (město)
Šamachi (ázerbájdžánsky Şamaxı) je správní centru rajónu Šamachi v Ázerbájdžánu. Město se může pyšnit bohatým kulturním dědictvím a během své dvoutisícileté existence tvořilo pozadí významných politických událostí. Nachází se v jihovýchodním podhůří Velkého Kavkazu v nadmořské výšce 800 m n. m. na silnici z Baku do Tbilisi, 122 km západně od Baku a 72 km severovýchodně od železniční stanice Kürdəmir (Kjurdamir).
V roce 2012 zde žilo 36 800 obyvatel (V roce 2010 to bylo 31 704 lidí.)
V minulosti město proslulo svými tradičními tanečnicemi (bajadérami) a je možné, že dalo své jméno i druhu koberců zvaným Sumak či Soumak.
Přestože město postihlo 11 zemětřesení, zachovalo si i přes řadu rekonstrukcí své postavení ekonomického a administrativního centra východokavkazského regionu Širvan a jednoho z klíčových měst na Hedvábné stezce. Jediná budova, jež přežila osm z jedenácti zemětřesení, je mešita Džuma z 10. století, která je též zdejším orientačním bodem.